# Marie-Rosalie Cadron-Jetté
Marie-Rosalie Cadron-Jetté (ur. 27 stycznia 1794 w Lavaltrie w Quebecu, zm. 5 kwietnia 1864 w Montrealu) – kanadyjska zakonnica i Czcigodna Służebnica Boża Kościoła katolickiego, współzałożycielka Instytutu Sióstr Miłosierdzia (fr. l'Institut des Sœurs de Miséricorde).

## Życiorys
Marie-Rosalie Cadron-Jette urodziła się 27 stycznia 1794 roku, a jej rodzicami byli Antoine Cadron i Rosalie Roy. Była akuszerką. W dniu 7 października 1811 roku wyszła za mąż za Jeana Jetté. Z tego związku urodziło się jedenaścioro dzieci z których pięcioro zmarło we wczesnym dzieciństwie. W dniu 14 czerwca 1832 roku jej mąż zmarł, w czasie epidemii cholery. Pewnego dnia poznała Ignacego Bourgeta, biskupa diecezji Montrealu, który został jej kierownikiem duchowym. 1 maja 1845 roku założyła hospicjum św. Pelagii (fr. Maternite de Sainte-Pelagie). W dniu 16 stycznia 1848 roku złożyła śluby zakonne przyjmując imię Soeur de la Nativité ('Siostra Narodzenia'). Wraz z ośmioma członkiniami z hospicjum założyła Instytut Sióstr Miłosierdzia.
Zmarła 5 kwietnia 1864 roku, mając 70 lat, w opinii świętości. 
W 1990 roku Jan Paweł II rozpoczął jej proces beatyfikacyjny.